# رايلي مريديث
رايلي مريديث (21 يونيو 1996 - ) (بالإنجليزية: Riley Meredith)‏ هو لاعب كريكت أسترالي. لعب مع Hobart Hurricanes ‏.

## وصلات خارجية
- رايلي مريديث على موقع إي آس بي آن كريك إنفو (الإنجليزية)